# Hệ thống Bảo tàng Quân đội nhân dân Việt Nam
Bảo tàng Quân đội  là hệ thống các bảo tàng được lập ra nhằm khôi phục bảo vệ các di tích lịch sử, văn hóa và nghệ thuật của dân tộc và lịch sử Quân đội nhân dân Việt Nam.

## Lịch sử
- Cách mạng tháng 8 năm 1945 thành công, nước VNDCCH ra đời. Trong muôn vàn khó khăn của một nhà nước mới thành lập, Chủ tịch Hồ Chí Minh vẫn quan tâm đến việc khôi phục bảo vệ các di tích lịch sử, văn hóa và nghệ thuật của dân tộc. Ngày 23/11/1945, Người đã ký ban hành sắc lệnh số 65/SL-TN về bảo tồn di sản văn hóa. Đây là sắc lệnh đầu tiên về bảo tồn di sản văn hoá dân tộc.
- Thực hiện sắc lệnh này, trong kháng chiến chống Pháp, Bộ Quốc phòng đã chỉ đạo các cơ quan, đơn vị chú trọng thu thập, lưu giữ các tài liệu, hình ảnh, hiện vật phản ánh cuộc kháng chiến của nhân dân ta dưới sự lãnh đạo của Đảng, đứng đầu là Chủ tịch Hồ Chí Minh, nhằm mục đích phục vụ sự nghiệp kháng chiến và kiến quốc. Trên cơ sở những hình ảnh, hiện vật thu thập được, nhiều cuộc triển lãm về thành tích chiến đấu và phục vụ chiến đấu được tổ chức tại căn cứ địa Việt Bắc đến chiến trường Nam bộ.
- Cuộc kháng chiến chống Pháp kết thúc thắng lợi, Hiệp định Genève được ký kết ngày 21/7/1954, miền Bắc được giải phóng, song miền Nam còn tạm thời do đối phương kiểm soát. Quân đội nhân dân Việt Nam bước vào thời kỳ xây dựng, từng bước tiến lên chính quy, hiện đại để bảo vệ miền Bắc, giải phóng miền Nam. Nhằm phát huy truyền thống đánh giặc giữ nước của dân tộc, phát huy bản chất tốt đẹp của "Bộ đội Cụ Hồ", cuối năm 1954, Tổng Quân ủy đã có chủ trương xây dựng Bảo tàng Quân đội.
- Thực hiện chủ trưởng của Tổng Quân ủy, Tổng cục Chính trị chỉ thị cho các đơn vị tập hợp tài liệu, hiện vật của các quân khu, binh chủng, sư đoàn trong toàn quân làm "vốn" ban đầu để xây dựng Bảo tàng Quân đội và nhà truyền thống các đơn vị.
- Với tài liệu, hiện vật sưu tầm được, hàng chục cuộc triển lãm được tổ chức ở Trung ương, các địa phương và các đơn vị. Nổi bật là hai cuộc triển lãm tại Hà Nội nhân dịp chào mừng Trung ương Đảng, Bác Hồ trở lại Thủ đô ngày 1/1/1955 và chào mừng kỷ niệm Cách mạng tháng Tám và Quốc khánh 2/9/1955. Sau hai cuộc triển lãm, hàng nghìn phim, ảnh, hiện vật được tập trung về kho của Cục Tuyên huấn làm cơ sở ban đầu quan trọng để xây dựng Bảo tàng Quân đội

## Hệ thống Bảo tàng trong Quân đội
- Bảo tàng Lịch sử Quân sự Việt Nam
- Bảo tàng Đường Hồ Chí Minh
- Bảo tàng Hải quân
- Bảo tàng Biên phòng
- Bảo tàng Phòng không - Không quân
- Bảo tàng Hậu cần
- Bảo tàng Chiến thắng B-52
- Bảo tàng Quân đoàn 1
- Bảo tàng Quân đoàn 2
- Bảo tàng Quân đoàn 3
- Bảo tàng Quân đoàn 4
- Bảo tàng Quân khu 1
- Bảo tàng Quân khu 2
- Bảo tàng Quân khu 3
- Bảo tàng Quân khu 4
- Bảo tàng Quân khu 5
- Bảo tàng Quân khu 7
- Bảo tàng Quân khu 9
- Bảo tàng Đặc công
- Bảo tàng Công binh
- Bảo tàng Pháo binh
- Bảo tàng Tăng Thiết giáp
- Bảo tàng Thông tin